# Herb Stepnicy
Herb Stepnicy – jeden z symboli miasta i gminy Stepnica, ustanowiony 15 września 1990.

## Wygląd i symbolika
Herb przedstawia na tarczy dzielonej na dwa pola rozdzielonej złotym pasem w kształcie litery "S" w polu lewym zielonym dwie złote sylwetki drzew: liściaste i iglaste, pod nimi znajduje się złoty kłos zboża, natomiast w polu prawym niebieskim srebrną kotwicę. Pole niebieskie symbolizuje Zalew Szczeciński, pole zielone - ląd. Kotwica przypomina o działających portach, natomiast drzewa i kłos: leśnictwo i rolnictwo - główne gałęzie gospodarki rozwinięte w gminie. Złoty pas symbolizuje plażę i linię brzegową oraz nazwę siedziby gminy - Stepnicy.